# Gary Hart (wrestler)
Gary Richard Williams, meglio conosciuto con il ring name di "Playboy" Gary Hart (Chicago, 24 gennaio 1942 – Euless, 16 marzo 2008), è stato un wrestler e manager di wrestling statunitense.
Viene considerato una delle figure centrali nel successo della World Class Championship Wrestling agli inizi degli anni ottanta.

## Carriera

### Inizi (1960–1979)
Gary Hart cominciò l'attività di wrestler nel 1960 a Chicago presso la Marigold Arena. Lo zio, Billy Gates, era un booker del promoter di Chicago Fred Kohler. Dopo Chicago, lavorò a Detroit fino al 1964. Poi partì per l'Australia dove lottò alle dipendenze di Jim Barnett fino al 1974 quando si trasferì con Barnett ad Atlanta per lottare nella Georgia Championship Wrestling. Nel 1975 fece da manager in Florida a Pak Song Nam.
Nei tardi anni sessanta, la professione di manager divenne la sua attività principale e cominciò a farsi chiamare "Playboy" Gary Hart. Tra i suoi clienti c'era anche il tag team The Spoilers (Don Jardine & Smasher Sloan) che si aggiudicò vari titoli di coppia tra il 1968 e il 1969 sotto la guida di Hart. In aggiunta, in veste di lottatore, nel periodo 1967-1968, vinse per tre volte il titolo NWA American Tag Team Championship in coppia con The Spoiler.
Il 20 febbraio 1975, Hart e i wrestler Austin Idol e Bobby Shane erano tra i passeggeri del volo Cessna 182 pilotato dal collega wrestler Buddy Colt, che precipitò a Tampa Bay in Florida. Nell'incidente aereo perse la vita Bobby Shane.

### World Class Championship Wrestling (1979–1987)
Hart divenne booker per la World Class Championship Wrestling (WCCW; all'epoca conosciuta ancora come Big Time Wrestling) nel 1976, carica che detenne fino al gennaio 1983, e poi dal 1986-1988. Gli anni tra il 1982 e il 1985 vengono considerati il periodo migliore della compagnia. In WCCW Hart fu l'ideatore del classico feud tra i Von Erich e i Fabulous Freebirds, e nel 1982 anche della stable H. & H. Ltd con Arman Hussian, che introdusse personaggi come Bugsy McGraw, Bill Irwin, Checkmate, Killer Brooks e Ten Gu. Nello stesso periodo Gary Hart fece anche da manager a The Great Kabuki, One Man Gang, Samoan Swat Team, "Gorgeous" Gino Hernandez, Gentleman Chris Adams, Nord the Barbarian, Abdullah the Butcher, Al Perez e Jeep Swenson.

### Georgia e Mid-Atlantic (1983–1988)
Durante l'epoca d'oro della World Class, Hart svolgeva l'attività di manager anche in altre federazioni affiliate alla National Wrestling Alliance; e quando nel 1983 lasciò la World Class per una disputa monetaria tornò in Texas e si prese una pausa dal mondo del wrestling che durò fino al 1986. Tornò poi nella World Class Championship Wrestling restandoci fino al 1988. Nello stesso periodo svolgeva le mansioni di promoter e manager a San Antonio per la Texas All-Star Wrestling, compagnia erede della Southwest Championship Wrestling (SCW) di Joe Blanchard. Lavorò anche per la International Championship Wrestling (ICW), prima come manager heel di Bruiser Brody, Kevin Sullivan e Mark Lewin. Nel corso di una storyline, Hart ebbe un diverbio con Kevin Sullivan, dopo il quale Lewin lo aggredì imprigionandolo in una presa sleeper hold.

### Jim Crockett Promotions/World Championship Wrestling (1988–1990)
Poco tempo dopo aver abbandonato la WCCW, nel 1988 Hart proseguì l'attività di manager di Al Perez nella Jim Crockett Promotions, insieme a Larry Zbyszko. Nel 1989, divenne manager della stable J-Tex Corporation, che includeva Terry Funk, Dick Slater, Buzz Sawyer, The Dragonmaster e The Great Muta. La fazione ebbe delle rivalità prevalentemente con Ric Flair e Sting, ai quali si aggiunsero poi Ole e Arn Anderson. La J-Tex si sciolse all'inizio del 1990.

### Carriera successiva (1990–2004)
Dopo aver lasciato la WCW, Hart tornò in Texas e fondò una nuova compagnia di wrestling a livello locale, la Texas Wrestling Federation, nella quale confluirono molte ex star della World Class.
Durante gli anni novanta, a seguito della chiusura della Global Wrestling Federation, Hart e Chris Adams furono coinvolti in molte attività nell'industria texana del wrestling, compreso un tentativo fallito di resuscitare la vecchia World Class (con il nome World Class II: The Next Generation). Hart si ritirò nel 1999, ma nel 2004 fece un ritorno a sorpresa nella Major League Wrestling (MLW), durante il Reloaded Tour del 9–10 gennaio.

## Morte
Hart morì il 16 marzo 2008, in seguito a un infarto occorsogli nella sua casa di Euless in Texas, al ritorno da una sessione di autografi in Pennsylvania. Poco tempo dopo il decesso, venne pubblicata la sua autobiografia intitolata My Life In Wrestling... With A Little Help From My Friends.

## Titoli e riconoscimenti
- Big Time Wrestling
  - NWA American Tag Team Championship (3) – con The Spoiler[6][7]
- National Wrestling Alliance
  - NWA Hall of Fame (Classe del 2016)[8]
- Professional Wrestling Hall of Fame and Museum
  - Classe del 2014[9]
- Wrestling Observer Newsletter
  - Wrestling Observer Newsletter Hall of Fame (Classe del 2018)[10]